# 2004年夏季残疾人奥林匹克运动会亚美尼亚代表团
2004年夏季残疾人奥林匹克运动会亚美尼亚代表团是亚美尼亚派出的2004年夏季残疾人奥林匹克运动会代表团。未获得奖牌。